# USS Huntington (CL-107)
USS Huntington (CL-107) – jeden z dwóch amerykańskich lekkich krążowników typu Fargo, który wszedł do służby już po zakończeniu II wojny światowej.

## Historia
Stępkę pod budowę okrętu położono w 4 października 1943 roku w stoczni New York Shipbuilding Co. w Camden w stanie New Jersey. Krążownik został zwodowany 8 kwietnia 1945 roku a 23 lutego 1946 roku przyjęty do służby. Pierwszym dowódcą okrętu był komandor Donald Rex Tallman. Po wprowadzeniu do służby okręt odbył rejs wokół Kuby w celu zgrania załogi, następnie 23 lipca 1946 roku wypłynął z Filadelfii na Morze Śródziemne, gdzie wchodząc w skład 6 Floty odwiedził Włochy, Francję, Maltę i zawinął do Aleksandrii w Egipcie. W lutym 1947 roku krążownik powrócił do Stanów Zjednoczonych i wziął udział w ćwiczeniach na wodach zatoki Guantanamo. 20 maja 1947 roku „Huntington” ponownie został skierowany na wody Morza Śródziemnego. 13 września tego samego roku krążownik powrócił do Filadelfii, następnie w dniach 24 października – 14 listopada odbył rejs szkoleniowy dla rezerwistów marynarki wzdłuż wschodniego wybrzeża Stanów Zjednoczonych. Od grudnia 1947 roku do 12 kwietnia 1948 roku okręt przechodził przegląd techniczny w stoczni marynarki w Filadelfii. Po remoncie odbył rejs treningowy po Morzu Karaibskim a 1 czerwca 1948 roku popłynął kolejny raz na Morze Śródziemne. 22 września 1948 roku krążownik przepłynął Kanał Sueski. Podczas rejsu okręt odwiedził porty Afryki Wschodniej i Ameryki Południowej. 6 listopada w Buenos Aires krążownik odwiedził z oficjalną wizytą prezydent Argentyny Juan Perón a 10 listopada w Urugwaju prezydent Luis Batlle Berres. Po powrocie do kraju „Huntington” odbył krótki rejs po Karaibach i powrócił do Newport 22 stycznia 1949 roku. 15 czerwca 1949 roku okręt został przeniesiony do rezerwy, 1 września 1961 roku został skreślony z listy floty, a 16 maja 1962 roku sprzedany na złom firmie Boston Metals.